# Roberto Núñez
Roberto Núñez Sánchez (Madrid, España; 31 de mayo de 1978) es un exjugador de baloncesto español que ocupaba la posición de base o escolta.
Desde 2015 es diputado regional de C´s en la Asamblea de Madrid. Desde 2019 es el nuevo viceconsejero de Deporte de la Comunidad de Madrid.

## Clubes
- Cantera del Cajamadrid
- Real Madrid. Categorías inferiores
- 1994-95   ACB. Real Madrid
- 1995-96   EBA. Real Canoe Natación Club
- 1996-97   EBA. Real Canoe Natación Club y ACB. Real Madrid
- 1997-98   EBA. Real Canoe Natación Club Baloncesto Masculino y LEB. Askatuak
- 1998-99   LEB. Lucentum Alicante
- 1999-00   ACB. Real Madrid
- 2000-01   ACB. Real Madrid
- 2001-02   LEB. León Caja España
- 2002-03   LEGA. Carifac Fabriano y ACB. Real Madrid
- 2003-04   ACB. Real Madrid
- 2004-05   ACB. Lagun Aro Bilbao Basket y LEB. Basket Zaragoza 2002
- 2005-06   ACB. Real Madrid y LEB. Calpe Aguas de Calpe
- 2006-07   EBA. CB Guadalajara
- 2007-08   LEB Bronce. CB Guadalajara
- 2008-09   LEB Bronce. CB Guadalajara
- 2009-10   LEB Plata. CB Guadalajara

## Selección Española
- Selección de España Junior.
- Selección de España sub-22.